# Allium tourneuxii
Allium tourneuxii är en amaryllisväxtart som beskrevs av Alfred Charles Chabert. Allium tourneuxii ingår i släktet lökar, och familjen amaryllisväxter. Inga underarter finns listade i Catalogue of Life.